# Осврт (ТВ емисија)
Осврт српска је ток-шоу телевизијска емисија која се емитује од 15. децембра 2019. године на B92. Водитељи емисије су Слађана Славковић и Марко Ивас.